# Steve Watson
Steven Craig Watson (North Shields, 1 april 1974) is een Engels voormalig voetballer. Hij was een rechtsachter met een aanvallende ingesteldheid en was met Newcastle United, Aston Villa en Everton actief in de Premier League, waarin hij 351 wedstrijden speelde.

## Biografie
Watsons alternatieve positie was rechtermiddenvelder. Na een totaal van 208 wedstrijden en 12 doelpunten in zowel de Second Division, First Division als de Premier League verliet hij Newcastle in oktober 1998. Nadien speelde hij voor achtereenvolgens Aston Villa, Everton, West Bromwich Albion en Sheffield Wednesday. Watson is een 12-voudig Engels jeugdinternational en scoorde één keer tussen 1992 en 1995. Hij werd evenwel nooit opgeroepen voor het A-elftal van Engeland.

### Newcastle United
Watson speelde acht seizoenen voor Newcastle United. Onder coach Kevin Keegan promoveerde hij naar de Premier League in 1993. In zijn eerste seizoenen was de club nog actief in de tweede klasse. Een jaar na de promotie dwong Watson met de club Europees voetbal af. Newcastle mocht naar de UEFA Cup als derde in de eindstand van het seizoen 1993/1994. In de tweede ronde van de UEFA Cup 1994/95 stuitte Newcastle op Athletic Bilbao. In die tijd werd nog zonder een systeem met groepsfases gespeeld. Bilbao maakte meer doelpunten op verplaatsing, namelijk twee. Het algemeen totaal van beide wedstrijden was 3-3. In het seizoen 1996/1997 mocht Newcastle als tweede achter landskampioen Manchester United naar de UEFA Champions League 1997/98. Het jaar ervoor was Newcastle ook als tweede geëindigd achter datzelfde Manchester United. Het was de enige maal dat Watson aan de meest prestigieuze competitie voor clubs deelnam. Newcastle — met onder meer de bedrijvige linkspoot John Barnes, die overkwam van Liverpool, in de rangen — werd uitgeschakeld na de groepsfase. PSV Eindhoven kwalificeerde zich in dezelfde groep voor de knock-outfase.
Watson was bij Newcastle als de vaste rechtsachter aangever voor veelvuldige doelpuntenmakers als Alan Shearer en eerder Les Ferdinand en Faustino Asprilla. Hij verloor met Newcastle in 1998 de finale van de FA Cup tegen Arsenal met 2-0 na doelpunten van de Nederlander Marc Overmars en Nicolas Anelka. Hij verving Warren Barton na 76 minuten. Een jaar later greep Newcastle opnieuw naast de FA Cup. In de finale ging het Newcastle van Ruud Gullit onderuit tegen met name Manchester United. Net als in 1998 was de eindstand 2-0. De doelpunten kwamen op naam van Teddy Sheringham en Paul Scholes. Watson was er echter niet meer bij.

### Aston Villa
Watson verruilde namelijk Newcastle voor Aston Villa in oktober 1998. Met de transfer was £ 4.000.000 gemoeid.

### Everton
Na twee seizoenen als basisspeler bij Aston Villa, maar zonder eremetaal, maakte Watson de overstap naar Everton. Ondanks veel blessureleed speelde hij toch 126 wedstrijden in de Premier League en scoorde veertien keer. Hij maakte een hattrick tegen Leeds United op 28 september 2003. Everton won met 4-0. Het was de eerste hattrick voor een Everton-speler sinds de hattrick van Nick Barmby in 2000.

### West Bromwich Albion
Watson vertrok na vijf seizoenen op Goodison Park en kwam vervolgens twee seizoenen uit voor West Bromwich Albion, van 2005 tot 2007.

### Sheffield Wednesday
Zijn laatste club was Sheffield Wednesday, dat hem al een half jaar huurde van West Brom. Hij speelde nog meer dan 50 wedstrijden voor Sheffield Wednesday in de tweede klasse van 2007 tot 2009. Watson beëindigde zijn loopbaan bij Sheffield Wednesday op 35-jarige leeftijd.